# Кулашко, Алексей
Алексей Кулашко (род. 3 июля 1972, Ленинград) — советский, российский и новозеландский шахматист, мастер ФИДЕ (1998).

## Биография
Воспитанник шахматной секции Ленинградского Дворца пионеров (занимался в группе мастера спорта В. В. Шишмарева). Из этого периода творчества шахматиста наибольшую известность получила партия, которую в 1983 г. в одном из юношеских турниров он проиграл Г. Р. Камскому.
После окончания экономического факультета Санкт-Петербургского университета успел принять участие только в одном крупном международном турнире на территории России: мемориале Чигорина 1995 г. В конце того же года переехал в Новую Зеландию.
Четыре раза становился чемпионом Новой Зеландии: 1996 / 97 (занял в турнире 2-е место после игравшего вне конкурса австралийского гроссмейстера Я. Роджерса), 1997 / 98, 1999 / 2000 (разделил в турнире 2—3 места со словенским гроссмейстером Д. Сермеком вслед за Я. Роджерсом; Роджерс и Сермек выступали вне конкурса) и 2016 (8—12 с М. Стедманом и др.; участники, занявшие более высокие места, выступали вне конкурса) гг. Также в 1998 г. стал чемпионом Новой Зеландии по рапиду.
Победитель чемпионата Океании 2016 г.
Участник зональных турниров 1999, 2000, 2005 и 2017 гг.
В составе сборной Новой Зеландии участник четырёх шахматных олимпиад (1998, 2002, 2016 и 2018 гг.; в 1998, 2002 и 2016 гг. играл на 1-й доске).

## Спортивные результаты
| Год         | Город           | Соревнование                                         | + | − | = | Результат | Место         |
| ----------- | --------------- | ---------------------------------------------------- | - | - | - | --------- | ------------- |
| 1995        | Санкт-Петербург | Мемориал Чигорина                                    | 3 | 3 | 3 | 4½ из 9   | [ 3 ] [ 4 ]   |
| 1996 / 1997 | Норт-Шор        | Чемпионат Новой Зеландии                             | 7 | 1 | 3 | 8½ из 11  | 2             |
| 1997        | Окленд          | Международный турнир                                 | 2 | 5 | 2 | 3 из 9    | 7—8           |
| 1997 / 1998 | Гамильтон       | Чемпионат Новой Зеландии                             | 7 | 1 | 3 | 8½ из 11  | 1             |
| 1998        | Гамильтон       | Чемпионат Новой Зеландии по рапиду                   | 8 | 1 | 0 | 8 из 9    | 1             |
|             | Элиста          | XXXIII Олимпиада (сборная Новой Зеландии, 1-я доска) | 7 | 3 | 1 | 7½ из 11  |               |
| 1999        | Голд-Кост       | Чемпионат Океании (зональный турнир 3.2)             | 5 | 3 | 1 | 5½ из 9   | 5—8           |
| 1999 / 2000 | Окленд          | Чемпионат Новой Зеландии                             | 8 | 2 | 1 | 8½ из 11  | 2—3           |
| 2000        | Окленд          | Чемпионат Океании (зональный турнир 3.2)             | 4 | 4 | 1 | 4½ из 9   | 8—10          |
| 2002        | Блед            | XXXV Олимпиада (сборная Новой Зеландии, 1-я доска)   | 4 | 4 | 2 | 5 из 10   |               |
| 2005        | Окленд          | Чемпионат Океании (зональный турнир 3.2)             | 3 | 3 | 3 | 4½ из 9   | [ 13 ] [ 14 ] |
| 2016        | Окленд          | Чемпионат Новой Зеландии                             | 6 | 3 | 0 | 6 из 9    | 1—2           |
|             | Окленд          | Чемпионат Океании                                    |   |   |   |           | 1             |
|             | Баку            | XLII Олимпиада (сборная Новой Зеландии, 1-я доска)   | 3 | 4 | 3 | 4½ из 10  |               |
| 2017        | Окленд          | Чемпионат Океании (зональный турнир 3.6)             | 4 | 0 | 5 | 6½ из 9   | 5—10          |
| 2018        | Батуми          | XLIII Олимпиада (сборная Новой Зеландии, 3-я доска)  | 2 | 3 | 3 | 3½ из 8   |               |

## Изменения рейтинга
| Графики недоступны из-за технических проблем. См. информацию на Фабрикаторе и на mediawiki.org. |